# Банско (община)
Банско (болг. Община Банско) — община в Болгарии. Входит в состав Благоевградской области. Население составляет 12 935 человек (на 15 мая 2008 года).
Административный центр — город Банско.
Площадь территории общины 492,14 км².
Кмет (мэр) общины Банско — Александр Иванов Краваров (коалиция в составе 2 партий: Граждане за европейское развитие Болгарии (ГЕРБ), ВМРО — Болгарское национальное движение) по результатам выборов. В 4 населённых пунктах общины есть свои кметства, кмет выбирается населением соответствующих населённых пунктов: в городе Добриниште — кмет Никола Б. Сакарев, в селе Места — кмет Румен П. Боденов, в селе Кремен — кмет Любен Г. Юсев и в селе Филипово — кмет Кезим М. Ходжа. Остальные сёла, так как их население составляет менее 250 человек, управляются кметским наместником назначаемым по указанию кмета общины: в селе Обидим кметский наместник — Георги Б. Станков, в селе Гостун кметский наместник — Илия Г. Белев и в селе Осеново кметский наместник — Венко Ст. Лейков.

## Состав общины
В состав общины входят следующие населённые пункты:
1. город Банско
2. село Гостун
3. город Добриниште
4. село Кремен
5. село Места
6. село Обидим
7. село Осеново
8. село Филипово